# Roger Cicero

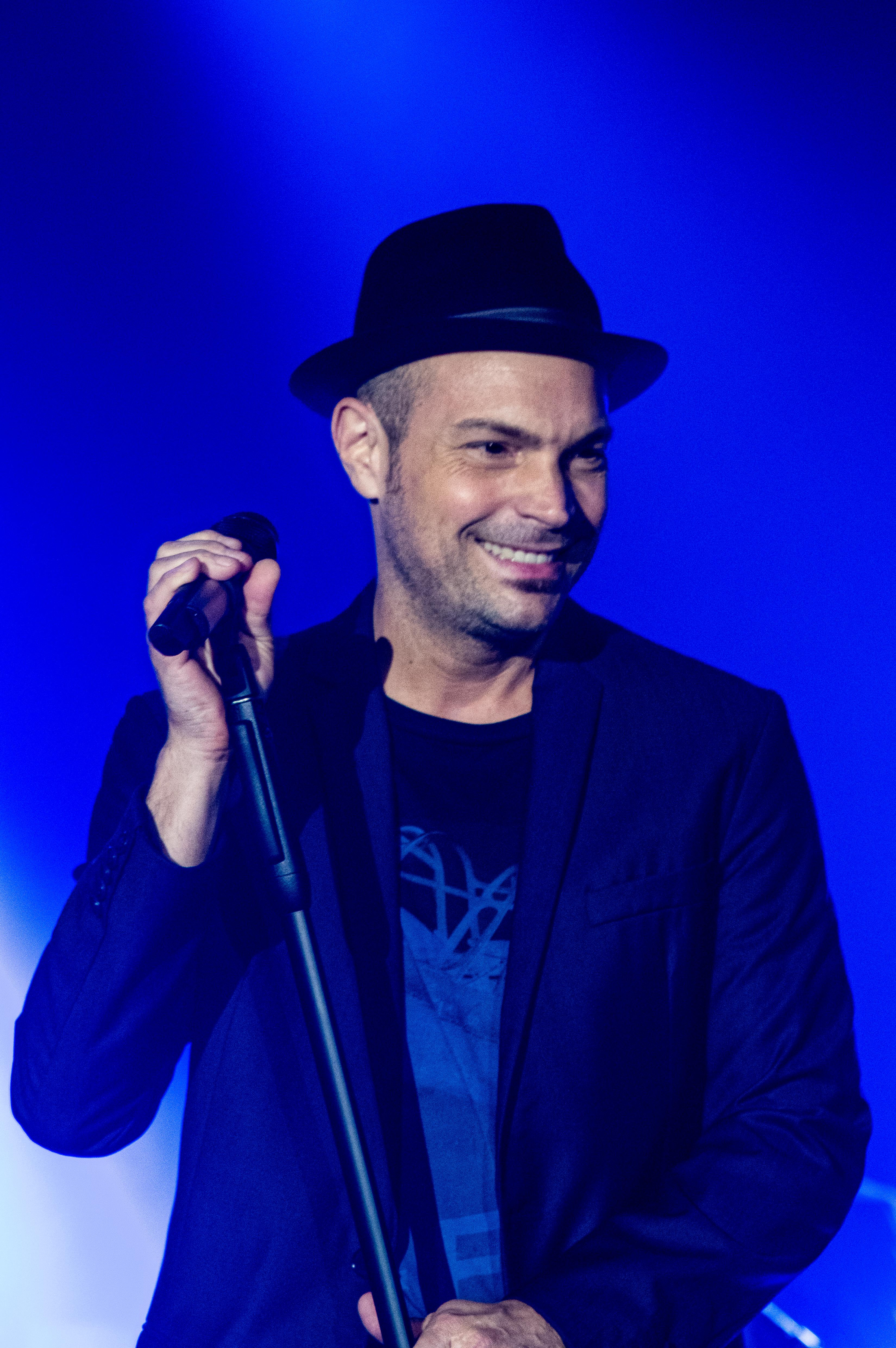
Roger Cicero bei einem Auftritt (2014)

Roger Marcel Cicero Ciceu [roˈʒeː ˈtsitsəro] (* 6. Juli 1970 in West-Berlin; † 24. März 2016 in Hamburg, nach einer anderen Quelle Berlin) war ein deutscher Pop- und Jazzmusiker.

## Leben
Roger Cicero war der Sohn des 1997 verstorbenen Jazzpianisten Eugen Cicero und der 2021 verstorbenen Tänzerin Lili Ciceu – beide Elternteile waren 1940 geboren. Er wuchs in Berlin-Grunewald auf und besuchte dort zunächst die Grunewald-Grundschule, dann das Walther-Rathenau-Gymnasium. Seine Halbschwester (mütterlicherseits) Babette „Babsi“ Döge starb 1977 im Alter von 14 Jahren in Berlin an einer Überdosis Heroin. Sie erlangte traurige Berühmtheit durch das Buch Wir Kinder vom Bahnhof Zoo und als damals jüngste Drogentote Deutschlands. Als Elfjähriger trat Cicero im Vorprogramm von Helen Vita auf. Mit 16 hatte er mit dem RIAS Tanzorchester unter Leitung von Horst Jankowski seinen ersten Fernsehauftritt. Im Alter von 18 Jahren wurde er am Hohner-Konservatorium in Trossingen aufgenommen und in den Fächern Klavier, Gitarre und Gesang ausgebildet. Von 1989 bis 1992 trat Cicero mit dem Horst-Jankowski-Trio, dem Eugen-Cicero-Trio (Gruppe seines Vaters) sowie mit dem Bundesjugendjazzorchester unter Leitung von Peter Herbolzheimer auf.

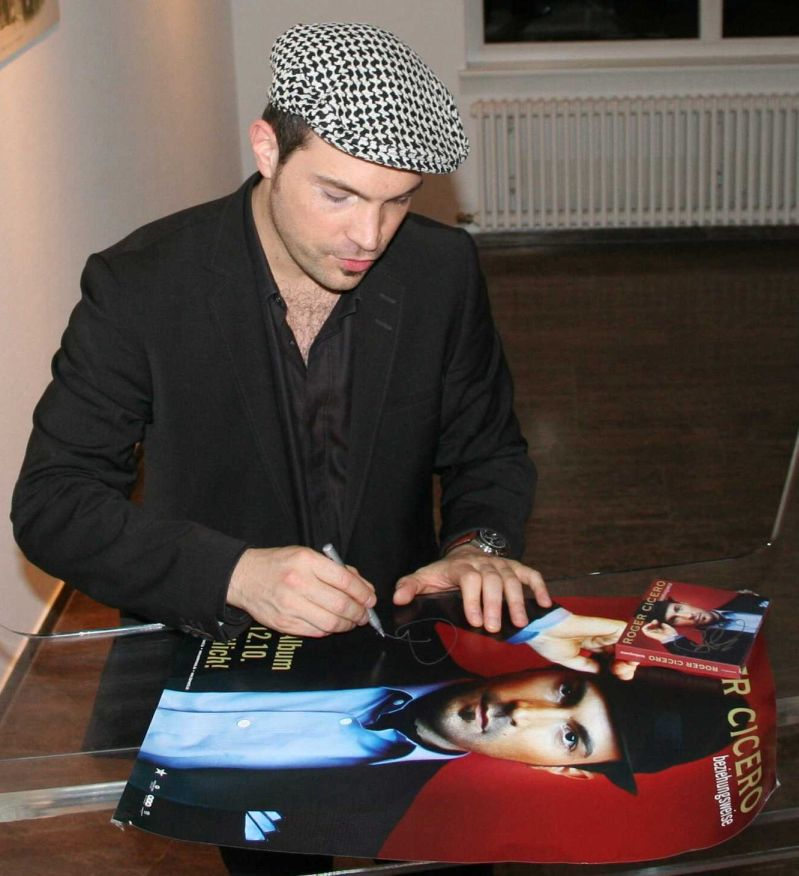
Roger Cicero in der Sektkellerei Kupferberg in Mainz

Von 1991 bis 1996 studierte er Jazzgesang an der Amsterdamse Hogeschool voor de Kunsten in Hilversum. In der Folgezeit wurde er Gastsänger bei den Gruppen Jazzkantine und Soulounge, mit denen er 2003 beim Montreux Jazz Festival teilnahm. 2003 gründete er das Roger-Cicero-Quartett. Danach trat er mit dem Quintett After Hours und mit einer elfköpfigen Bigband auf, die Lutz Krajenski leitete. Stilistisch bediente er sich bei der Swingmusik der 1940er und 1950er Jahre und kombinierte sie mit deutschen Texten.
2006 war er am Album Good Morning Midnight der Jazz-Pianistin Julia Hülsmann beteiligt und mit Männersachen erschien im Mai 2006 sein erstes Soloalbum. Neben 13 Kompositionen, die überwiegend von seinen Produzenten Matthias Haß und Frank Ramond stammen, gab es auch eine Fremdkomposition. Schieß mich doch zum Mond war die deutsche Version des Frank-Sinatra-Klassikers Fly Me to the Moon. Die ausgekoppelte Single Zieh die Schuh aus, die auf ironische Weise den Geschlechterkampf behandelt, platzierte sich im Juli 2006 auf Rang 71 der deutschen Charts, das Album Männersachen im August desselben Jahres auf Platz 3. Bis Anfang 2009 verkaufte sich Männersachen über eine Million Mal.
Am 8. März 2007 gewann er bei der deutschen Vorentscheidung zum Eurovision Song Contest 2007 mit dem Song Frauen regier’n die Welt. Die Komposition stammte von Matthias Haß in der Zusammenarbeit mit Frank Ramond, der den Text schrieb. Mit dem Titel vertrat er Deutschland beim Eurovision Song Contest 2007 am 12. Mai in Helsinki. Im Finale belegte er den 19. von 24 Plätzen mit insgesamt 49 Punkten. Vom Frauenmagazin Emma wurde er für den Song mit dem Negativpreis „Pascha des Monats“ bedacht. Diese Auszeichnung wurde 2009 im Lied Spontis zeugen Banker verarbeitet. Neben Juli, Shakira, Yusuf Islam und Silbermond trat Roger Cicero beim deutschen Live-Earth-Konzert am 7. Juli 2007 in Hamburg auf. Im Oktober 2007 erschien sein zweites Album Beziehungsweise.
2008 erhielt Cicero seine erste Filmrolle. Im Film Hilde, der während der Berlinale 2009 uraufgeführt wurde, spielte er an der Seite von Heike Makatsch den Musiker Ricci Blum. Im Mai 2008 kam sein Sohn zur Welt. Roger Ciceros drittes Album Artgerecht erschien am 3. April 2009, die Single daraus mit dem Titel Nicht artgerecht am 20. März 2009. Im Dezember 2009 synchronisierte er die Figur Prinz Naveen in der deutschen Fassung des Disney-Films Küss den Frosch. Ab November 2010 moderierte er mit Mirjam Weichselbraun drei Ausgaben der Sat.1-Show Die Hit-Giganten. Im Oktober 2011 erschien sein viertes Album In diesem Moment. Von seinem Auftritt bei Inas Nacht am 12. November 2011 wurde sein Lied In diesem Moment zusammen mit neun weiteren Gastauftritten auf der Bonus-CD Inas kleine Nachtmusik mit Ina Müllers Album Ich bin die veröffentlicht. 2012 veröffentlichte er die Single Für nichts auf dieser Welt, den offiziellen DFB-Fansong zur Fußball-Europameisterschaft 2012.

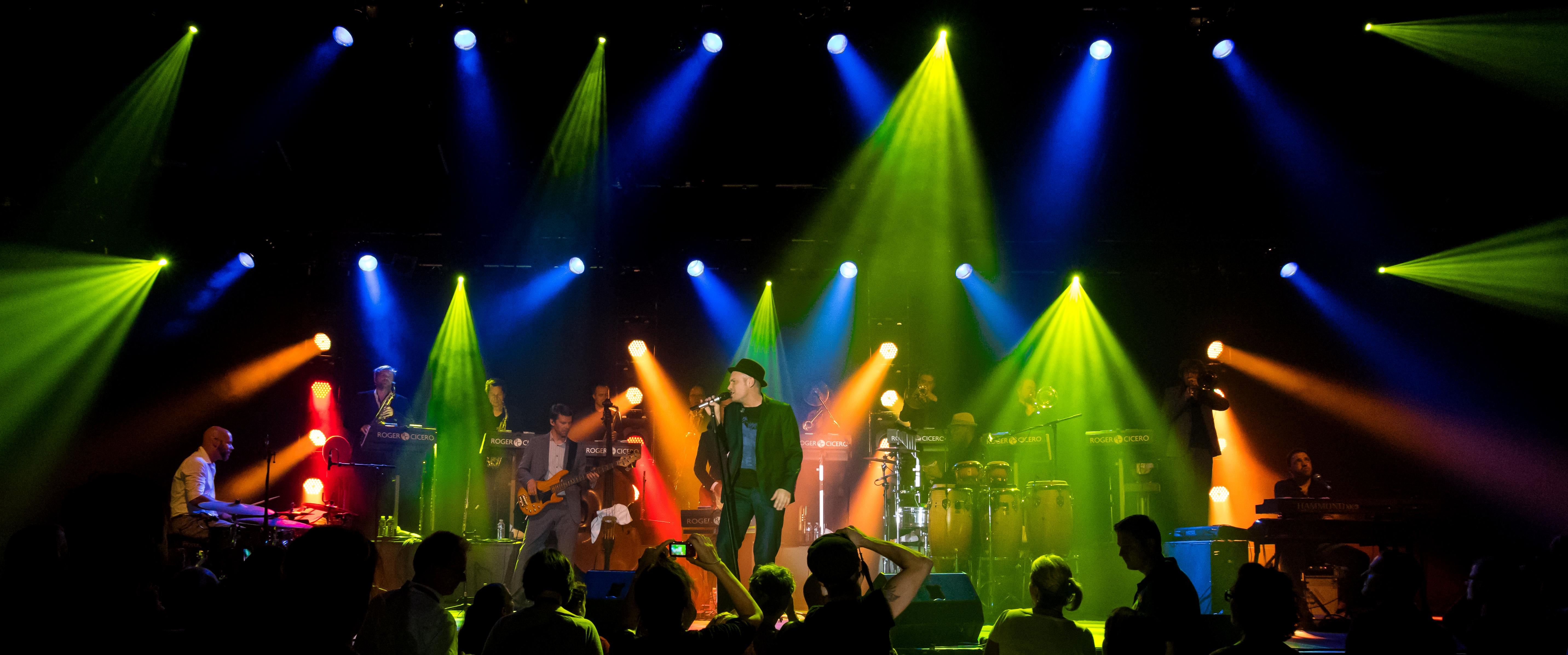
Roger Cicero mit seiner Bigband (2014)

Im Herbst 2012 nahm er am Albumprojekt Giraffenaffen teil, in dessen Rahmen mehrere deutsche Künstler, darunter Ulla Meinecke, Götz Alsmann, Flo Mega, Das Gezeichnete Ich, Lena Meyer-Landrut, Roman Lob, Thomas D und Max Mutzke zugunsten des Kinderhilfswerks Die Arche Kinderlieder im modernen Soundgewand neu aufnahmen. Cicero schrieb auch das Titellied zu diesem Projekt. Im Oktober 2013 wirkte Cicero (neben Lena Meyer-Landrut, Annett Louisan, Stefan Kaminski und Heinz Rudolf Kunze) als Sprecher in den beiden Giraffenaffenhörspielen Wir sind da und  Die Schatzsuche von Cally Stronk und Steffen Herzberg mit. 2014 nahm er an der von VOX ausgestrahlten Fernsehreihe Sing meinen Song – Das Tauschkonzert von Xavier Naidoo teil. Im März 2014 erschien sein fünftes Album Was immer auch kommt.
2015 litt er an einer akuten Erschöpfung mit Verdacht auf Herzmuskelentzündung, weswegen geplante Konzerttermine abgesagt wurden. Sein am 2. Oktober 2015 erschienenes Album The Roger Cicero Jazz Experience nahm er nicht wie sonst mit seiner Bigband auf, sondern in Quartett-Besetzung. Heraus kam ein Jazz-Album „zwischen Bebop und Bar“. Dieses siebte Album von Cicero enthielt seine Lieblingssongs von Pop-Musikern wie Nick Drake, Paul Simon oder James Taylor, die von der Band teilweise stark verändert wurden, um als Jazzstücke gespielt zu werden.

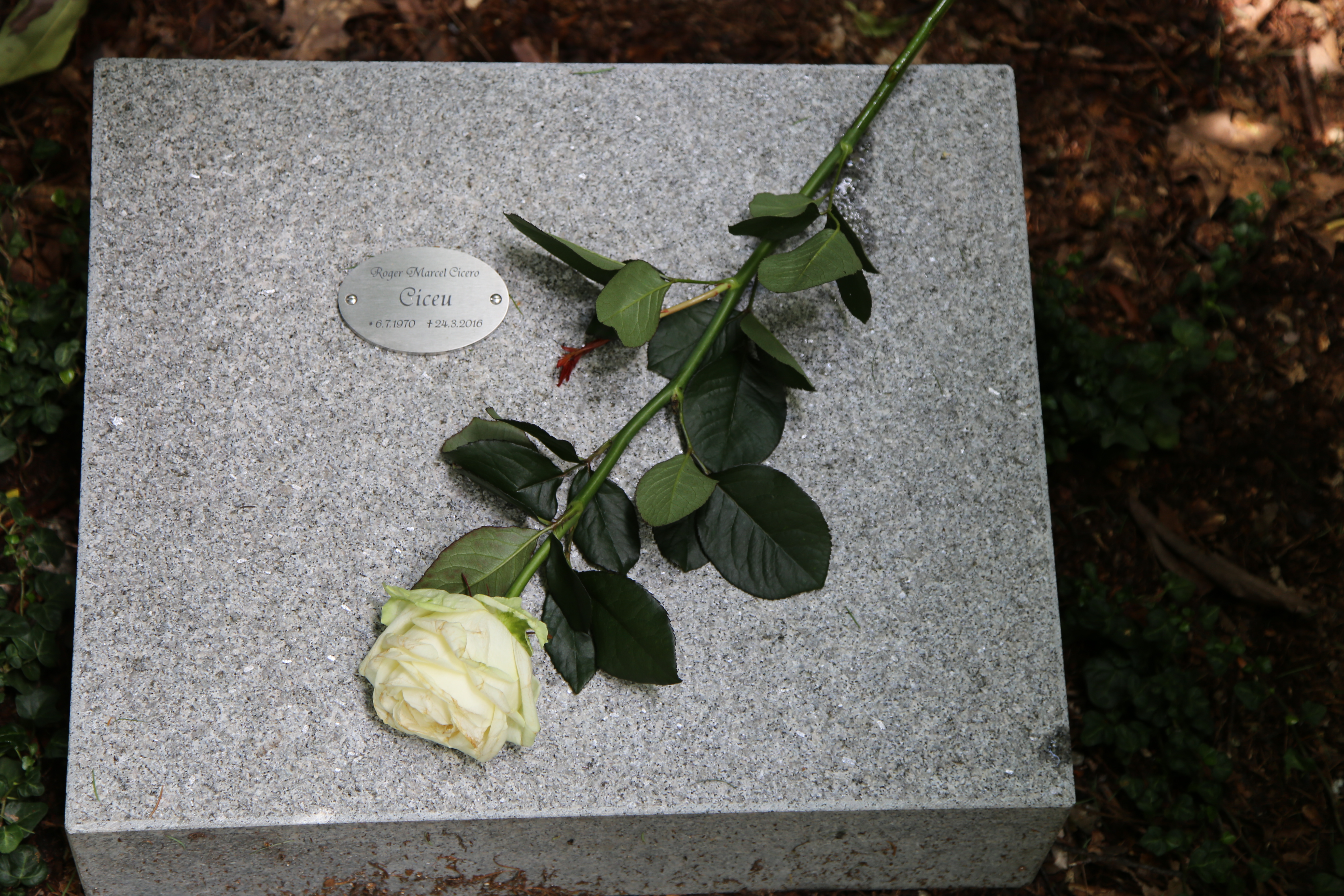
Ciceros Grab auf dem Friedhof Ohlsdorf in Hamburg

Am 24. März 2016 starb Cicero im Alter von 45 Jahren in Folge eines ischämischen Schlaganfalls (Hirninfarkt), woran bereits sein Vater verstorben war. Er hatte über zehn Jahre in Hamburg-Winterhude gelebt und wurde in seiner Wahlheimat auf dem Friedhof Ohlsdorf beigesetzt. Ein kleines Namensschild auf einem Stein im Ruhewald weist auf ihn hin.
Im März 2017 erschien das Best-of-Album Glück ist leicht – Das Beste von 2006–2016 mit dem unveröffentlichten Titel Eine Nummer zu groß.

## Gesellschaftliches Engagement
Roger Cicero engagierte sich für die Kinderhilfsorganisation Save the Children, vor allem für die Projekte der Organisation in Rumänien, dem Geburtsland seines Vaters Eugen Cicero. Zugunsten der Organisation versteigerte er im April 2008 sein Auto bei eBay. Das Saab 9-3 Cabrio von 2006 erzielte einen Preis von 21.161 Euro.
Beim Konzert zu Ehren des Dalai Lama im August 2009 in Frankfurt gehörte er zu den teilnehmenden Künstlern und äußerte, sich dem Buddhismus verbunden zu fühlen.
Für die Tierschutzorganisation PETA engagierte er sich gegen das Tragen von Pelzen.

## Diskografie

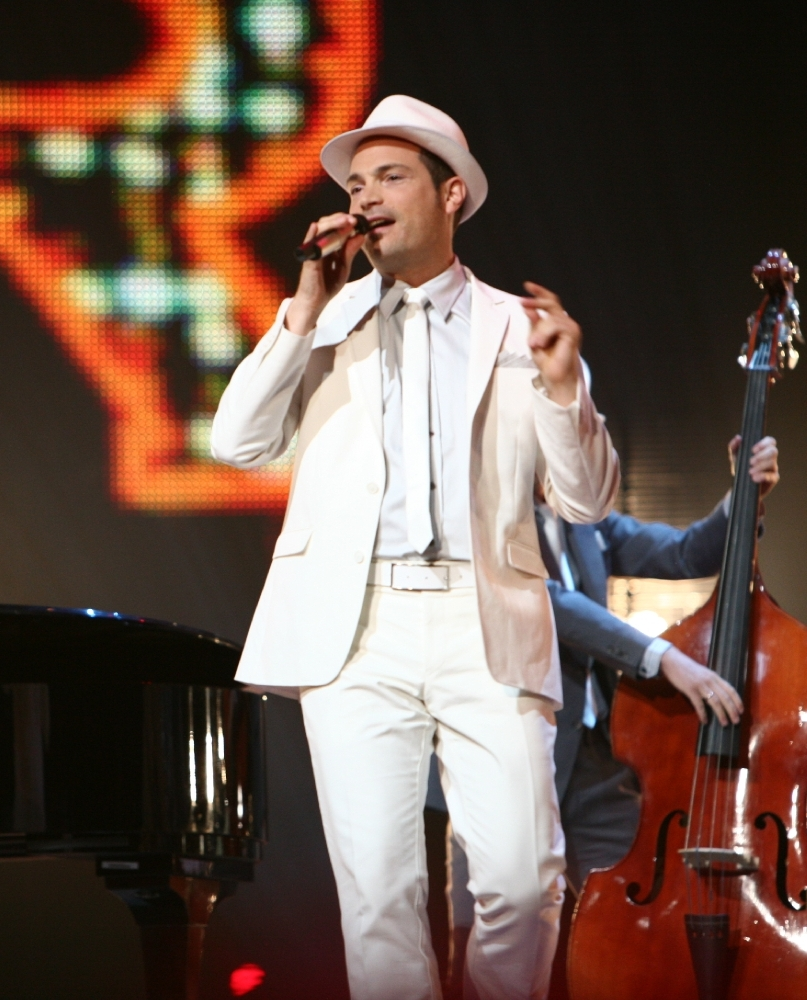
Roger Cicero im Finale des Eurovision Song Contest 2007

Studioalben:

| Jahr | Titel Musiklabel                                   | Höchstplatzierung, Gesamtwochen, AuszeichnungChartplatzierungen (Jahr, Titel, Musiklabel, Platzierungen, Wochen, Auszeichnungen, Anmerkungen) | Höchstplatzierung, Gesamtwochen, AuszeichnungChartplatzierungen (Jahr, Titel, Musiklabel, Platzierungen, Wochen, Auszeichnungen, Anmerkungen) | Höchstplatzierung, Gesamtwochen, AuszeichnungChartplatzierungen (Jahr, Titel, Musiklabel, Platzierungen, Wochen, Auszeichnungen, Anmerkungen) | Anmerkungen                                                   |
| Jahr | Titel Musiklabel                                   | DE | AT | CH | Anmerkungen                                                   |
| ---- | -------------------------------------------------- | --- | --- | --- | ------------------------------------------------------------- |
| 2005 | There I Go Jazzsick Records (JSR)                  | — | — | — | Erstveröffentlichung: 1. November 2005 mit After Hours        |
| 2006 | Good Morning Midnight ACT (ACT)                    | — | — | — | Erstveröffentlichung: 27. Januar 2006 mit Julia Hülsmann Trio |
| 2006 | Männersachen Starwatch Entertainment (WMG)         | DE3 ×3Dreifachplatin · (84 Wo.)DE | AT23 Gold · (39 Wo.)AT | CH40 (12 Wo.)CH | Erstveröffentlichung: 26. Mai 2006 Verkäufe: + 610.000        |
| 2007 | Beziehungsweise Starwatch Entertainment (WMG)      | DE2 ×3Dreifachgold · (44 Wo.)DE | AT7 Gold · (31 Wo.)AT | CH17 (14 Wo.)CH | Erstveröffentlichung: 12. Oktober 2007 Verkäufe: + 310.000    |
| 2009 | Artgerecht Starwatch Entertainment (WMG)           | DE2 Platin · (41 Wo.)DE | AT4 (12 Wo.)AT | CH8 (16 Wo.)CH | Erstveröffentlichung: 3. April 2009 Verkäufe: + 200.000       |
| 2011 | In diesem Moment Starwatch Entertainment (WMG)     | DE4 Gold · (22 Wo.)DE | AT8 (17 Wo.)AT | CH18 (7 Wo.)CH | Erstveröffentlichung: 28. Oktober 2011 Verkäufe: + 100.000    |
| 2014 | Was immer auch kommt Starwatch Entertainment (WMG) | DE4 Gold · (22 Wo.)DE | AT3 (15 Wo.)AT | CH11 (14 Wo.)CH | Erstveröffentlichung: 28. März 2014 Verkäufe: + 100.000       |
| 2015 | The Roger Cicero Jazz Experience Wavemusic (Sony)  | DE27 (3 Wo.)DE | AT29 (1 Wo.)AT | CH79 (1 Wo.)CH | Erstveröffentlichung: 2. Oktober 2015                         |
| 2021 | The English Album Sony Music (Sony)                | — | — | — | Erstveröffentlichung: 10. Dezember 2021                       |

## Filmografie
Filme:
- 2009: Hilde
- 2009: Küss den Frosch (deutsche Synchronstimme des Prinzen Naveen)
- 2012: Durch die Nacht mit … Roger Cicero und Robert Davi (Arte-Dokumentarfilm)
- 2018: Roger Cicero – Ein Leben für die Musik (NDR-Dokumentarfilm)
- 2022: Cicero – Zwei Leben, eine Bühne[33]

Gastauftritte:
- 2007: Fröhliche Weihnachten! – mit Wolfgang & Anneliese
- 2013: Sesamstraße präsentiert Promisongs: Ernie & Bert und Roger Cicero
- 2014: Sing meinen Song – Das Tauschkonzert
- 2015: Großstadtrevier – Hals über Kopf

## Auszeichnungen
- Deutscher Fernsehpreis
  - 2014: für „Beste Unterhaltung Show“ (Sing meinen Song – Das Tauschkonzert)
- Echo Jazz
  - 2016: für „Sänger/Sängerin des Jahres national“ (posthum verliehen)[34]
- Echo Pop
  - 2007: für „Künstler Rock/Pop National“[35]
  - 2015: für „Partner des Jahres“ (Sing meinen Song – Das Tauschkonzert)
- Goldene Stimmgabel
  - 2007: für „Jazz Solist“
- Weitere Erfolge
  - 2007: Gewinner der deutschen Vorentscheidung zum Eurovision Song Contest
  - 2007: Krawattenmann des Jahres
  - 2008: Fred-Jay-Preis
  - 2008: Hörerlebnispreis HELIX
  - 2015: Hutträger des Jahres

## Schriften
- Roger Cicero: Weggefährten. Meine Songs fürs Leben. Rowohlt, Reinbek, 2010, ISBN 978-3-499-62652-4.